# Zhuangwang
Król Zhuang z dynastii Zhou (chiński: 周莊王; pinyin: Zhōu Zhuāng Wáng), był piętnastym władcą tej dynastii i trzecim ze wschodniej linii dynastii Zhou. Rządził w latach 696-682 p.n.e. Jego następcą został jego syn, Xiwang.